# Paromomicină
Paromomicina este un antibiotic și antiparazitar din clasa aminoglicozidelor, analog de neomicină, fiind utilizat în tratamentul unor infecții parazitare. Printre acestea se numără: amoebiază, leishmanioză și cestodoze. Căile de administrare disponibile sunt orală, topică și intramusculară.
Molecula a fost descoperită în anii 1950 și a fost aprobată pentru uz medical în anul 1960. Se află pe lista medicamentelor esențiale ale Organizației Mondiale a Sănătății. Este disponibil sub formă de medicament generic.

## Reacții adverse
Ototoxicitate și nefrotoxicitate.